# 董敬舒
董敬舒（1920年3月—），男，山西芮城人，中国骨科专家，曾任中国农工民主党中央委员会常务委员，第七、八届全国政协委员。